# Адам и Ева
Адам и Ева (првобитно Јева) према веровању о стварању света аврамских религија, су били први мушкарац и жена, родитељи људског рода. Они су централни за веровање да је човечанство у суштини једна породица, са свима који потичу од једног пара првобитних предака. Они такође пружају основу за доктрине о паду човека и првобитном греху које су важна веровања у хришћанству, иако се не држе у јудаизму или исламу.
У Књизи постања хебрејске Библије, од првог до петог поглавља, постоје две приче о стварању са две различите перспективе. У првом, Адам и Ева нису именовани. Уместо тога, Бог је створио човечанство према слици Божијој и упутио их да се умножавају и да буду управитељи над свим осталим што је Бог створио.
У другом наративу, Бог прави Адама од прашине и ставља га у Рајски врт. Адаму је речено да може слободно да једе са свих дрвећа у башти, осим са дрвета познања добра и зла. Након тога, Ева је створена од једног од Адамових ребара да буде његова пратиља. Они су невини и не сраме се због своје голотиње. Међутим, змија убеђује Еву да једе воће са забрањеног дрвета, а она даје део воћа Адаму. Ова дела не само да им дају додатно знање, већ им дају и способност да дочарају негативне и деструктивне концепте као што су срамота и зло. Бог касније проклиње змију и земљу. Бог пророчки говори жени и мушкарцу какве ће бити последице њиховог греха непослушности Богу. Затим их протерује из Рајског врта.
Мит је доживео опсежну разраду у каснијим аврамским традицијама, а модерни библичари су га опширно анализирали. Тумачења и веровања у вези са Адамом и Евом и причом која се врти око њих разликују се међу религијама и сектама; на пример, исламска верзија приче сматра да су Адам и Ева били подједнако одговорни за своје грехе охолости, уместо да је Ева била прва која је била неверна. Прича о Адаму и Еви често се приказује у уметности, а имала је значајан утицај у књижевности и поезији.
Јеврејска традиција понекад говори о другим Адамовим женама. Павле из Тарса представља Исуса Христа као „новог Адама“ који доноси живот уместо смрти. У хришћанској традицији змија оличава Сатану, а Пад установљава прародитељски грех. Муслимани славе Адама (Адема) као првог пророка.
Прича о Адамовом паду се често сматра алегоријом. Налази у популационој генетици, посебно они који се тичу Y-хромозомског Адама и митохондријалне Еве, указују на то да један први "Адам и Ева" пар људских бића никада није постојао.

## Хебрејска библијска прича
Почетна поглавља Књиге Постања пружају митску историју инфилтрације зла у свет. Бог ставља првог човека и жену (Адама и Еву) у свој Еденски врт, одакле су протерани; следи прво убиство, и Божја одлука да уништи свет и спасе само праведног Ноја и његове синове; ново човечанство потом силази од њих и шири се по целом свету, али иако је нови свет грешан као и стари, Бог је одлучио да никада више не уништи свет потопом, а Историја се завршава са Тером, оцем Аврамовим, од коме ће сићи изабрани Божији народ, Израелци. Ни Адам ни Ева се не помињу нигде другде у хебрејским списима, осим једног навођења Адама у родослову у 1. Летописима 1:1, што сугерише да, иако је њихова прича постала префиксом јеврејске приче, она има мало заједничког са њим.

### Наратив о стварању
Адам и Ева су први човек и прва жена у Библији. Адамово име се први пут појављује у Књизи Постања 1 у колективном смислу, као „човечанство“; касније у Постанку 2–3 носи одређени члан ха, еквивалентан енглеском „the“, што указује да је ово „човек“. У овим поглављима Бог обликује „човека“ (ха адам) од земље (адамах), удахњује му живот у ноздрве и чини га чуваром створења. Бог затим ствара за човека езер кенегдо, „помагача који му одговара“, од његове стране или ребра. Реч "ребро" је игра речи на сумерском, јер реч "ти" значи и "ребро" и "живот". Зове се иша, „жена“, јер је, како каже текст, настала од иш, „мушкарац“. Човек је са радошћу прима.

### Изгон из Едена
Прича се наставља у Постању 3 наративом о „прогону из раја“. Анализа облика Постања 3 открива да се овај део приче може окарактерисати као парабола или „прича о мудрости“ у традицији мудрости. Песничка обраћања поглавља припадају спекулативној врсти мудрости која преиспитује парадоксе и сурову животну стварност. Ова карактеризација је одређена форматом нарације, поставкама и заплетом. Форма Постања 3 је такође обликована његовим речником, користећи различите игре речи и двосмислене речи.
Изгон из рајске приче почиње дијалогом између жене и змије, идентификованих у Постању 3:1 као животиње која је била лукавија од било које друге животиње коју је створио Бог, иако Постање не поистовећује змију са Сатаном.  Жена је вољна да разговара са змијом и одговори на цинизам створења понављањем Божје забране да се једе воће са дрвета познања (Постање 2:17). Жена је намамљена у дијалог по змијиним условима који директно оспорава Божју заповест. Змија уверава жену да Бог неће дати да умре ако поједе воће, и, штавише, да ће јој се, ако поједе воће, „отворити очи“ и „биће као Бог, знајући добро и зло“ (Постање 3:5). Жена види да је плод дрвета познања милина за око и да би било пожељно стећи мудрост једући плод. Жена једе воће и даје мушкарцу (Постање 3:6). По томе мушкарац и жена препознају сопствену голотињу и праве натколенице од смоквиног лишћа (Постање 3:7).
У следећем наративном дијалогу, Бог испитује мушкарца и жену (Постање 3:8–13). Бог започиње дијалог позивајући човека реторичким питањем које је осмишљено да размотри његову грешку. Човек објашњава да се из страха сакрио у врту јер је схватио сопствену голотињу (Постање 3:10). Након тога следе још два реторичка питања која су осмишљена да покажу свест о пркосу Божијој заповести. Затим мушкарац указује на жену као на правог преступника, а он имплицира да је Бог одговоран за трагедију јер му је њу дао Бог (Постање 3:12). Бог изазива жену да се објасни, а она пребацује кривицу на змију (Постање 3:13).
Божанско изрицање три пресуде се тада стављају на све кривце, Постање 3:14–19. Пророчанство пресуде и природа злочина прво се поставља на змију, затим на жену и, на крају, на мушкарца. На змију Бог ставља божанску клетву. Жена прима казне које на њу утичу у две основне улоге: она ће доживети болове током порођаја и док је носиља, као и док буде желела свог мужа, он ће владати њоме. Човекова казна има за последицу да Бог проклиње земљу са које је дошао, а човек тада добија пророчиште смрти, иако тај човек у тексту није описан као бесмртан. Изненада, у току текста, у Постанку 3:20, мушкарац жену именује „Ева“ (јевр. Хавах), „јер је она била мајка свих живих“. Бог прави кожну одећу за Адама и Еву (Постанак 3:20).
Структура хијазма пророчанства смрти дата Адаму у Постанку 3:19, је веза између човековог стварања из „прашина“ (Постање 2:7) до „повратка“ његових почетака:“ враћате се, у земљу, пошто си из ње узети, прах си, и у прах ћеш се вратити“.
Извештај о врту завршава се интрабожанским монологом, који одређује избацивање пара и извршење тог разматрања (Постанак 3:22–24). Разлог за протеривање је био да се спречи човек да једе са дрвета живота и да постане бесмртан: „Ето, човек постаде као један од нас, да познаје добро и зло, а сада, да не пружи руку, и узмите и од дрвета живота, и једите, и живите заувек“ (Постање 3:22). Бог протерује Адама и Еву из врта и поставља херувиме (натприродна бића која пружају заштиту) и „мач који се стално окреће“ да чува улаз (Постање 3:24).

### Пад
Први мушкарац и жена су у Божјем рајском врту, где су сва створења вегетаријанска и нема насиља. Дозвољено им је да једу плодове свих дрвећа осим једног, дрвета познања добра и зла. Жену куша змија која говори да поједе забрањени плод, и даје мушкарцу, који такође једе. Супротно популарном миту, она не обмањује човека, који је изгледа био присутан при сусрету са змијом. Бог проклиње сво троје, човека на доживотни тешки рад праћен смрћу, жену на бол порођаја и потчињавање свом мужу, а змију да иде на свом стомаку и трпи непријатељство и мушкарца и жене. Бог тада облачи мушкарца и жену, који су постали богоподобни у познавању добра и зла, затим их протерује из врта да не би јели плод другог дрвета, дрвета живота, и живели довека.

### Потомство
Постање 4 приповеда живот ван врта, укључујући рођење прве деце Адама и Еве, Каина и Авеља и причу о првом убиству. Адаму и Еви се рађа трећи син, Сит, а Адам је имао „друге синове и кћери“ (Постање 5:4). Постање 5 наводи Адамове потомке од Сита до Ноја са њиховим годинама при рођењу њихових првих синова и њиховим годинама након смрти. Адамова старост у тренутку смрти је 930 година. Према Књизи Јубилеја, Каин се оженио својом сестром Аван, ћерком Адама и Еве.

## Аврамске религије

### Јудаизам
У древном јудаизму је такође било признато да постоје два различита објашњења о стварању човека. Први извештај каже да их је „мушко и женско [Бог] створио“, што имплицира истовремено стварање, док други извештај каже да је Бог створио Еву након стварања Адама. Мидраш Раба – Постање VIII:1 помирио је то двоје наводећи да Прво Постање, „мушко и женско Он их је створио“, указује на то да је Бог првобитно створио Адама као хермафродита, телесно и духовно и мушко и женско, пре него што је створио одвојена бића Адама и Еву. Други рабини су сугерисали да су Ева и жена из првог извештаја биле две одвојене особе, при чему је прва идентификована као Лилит, фигура која је на другим местима описана као ноћни демон.
Према традиционалном јеврејском веровању, Адам и Ева су сахрањени у пећини Макпела, у Хеброну.
У Постању 2:7 „Бог дише човеку у ноздрве и он постаје нефеш хаја“, што означава нешто попут енглеске речи „биће“, у смислу телесног тела способног за живот; концепт „душе“ у модерном смислу није постојао у хебрејској мисли све до око 2. века пре нове ере, када је идеја о телесном васкрсењу постала популарна.

### Хришћанство
Неки рани оци хришћанске цркве сматрали су Еву одговорном за пад човека и све наредне жене као прве грешнице јер је Ева искушавала Адама да почини грех. „Ви сте ђавоља капија“, рекао је Тертулијан својим читаоцима и наставио да објашњава да су оне одговорне за Христову смрт: „Због ваше пустиње [тј. казне за грех, то јест смрти], чак је и Син од Бога морао да умре.“ Године 1486. доминиканци Крамер и Спренглер су користили сличне трактате у Malleus Maleficarum („Вештичји чекић“) да оправдају прогон „вештица“.
Средњовековна хришћанска уметност често је приказивала Еденску змију као жену (често идентификовану као Лилит), наглашавајући тако змијину заводљивост као и њен однос са Евом. Неколико раних црквених отаца, укључујући Климента Александријског и Јевсевија из Цезареје, тумачили су хебрејско „Хева“ не само као име Еве, већ и као „женска змија“.
На основу хришћанске доктрине о паду човека, настала је доктрина првобитног греха. Свети Августин из Хипона (354–430), радећи са латинским преводом Посланице Римљанима, протумачио је апостола Павла као да је рекао да је Адамов грех наследан: „Смрт је прешла [тј. проширила се на] све људе због Адама, [у коме] сви сагрешише“, Римљанима 5:12. Првобитни грех је постао концепт да се човек рађа у стању грешности и да мора да чека искупљење. Ова доктрина је постала камен темељац западне хришћанске теолошке традиције, међутим, није је делио ни јудаизам ни православне цркве.
Током векова, из ових доктрина се развио систем јединствених хришћанских веровања. Крштење је постало схваћено као прање мрље наследног греха у многим црквама, иако је његов првобитни симболизам очигледно био поновно рођење. Поред тога, змија која је искушавала Еву тумачена је као Сатана, или да је Сатана користио змију као говорника, иако се не помиње ова идентификација у Тори и не држи се у јудаизму.
Што се тиче стварног постојања прародитеља – као и других наратива садржаних у Постању – Католичка црква учи да су Адам и Ева били историјски људи, лично одговорни за првобитни грех. Овај став је разјаснио папа Пије XII у енциклици Humani Generis, у којој је папа осудио теорију полигенизма и изразио да првобитни грех долази „из греха који је заиста починио индивидуалац по имену Адам“.

### Гностичке традиције
Гностичко хришћанство је расправљало о Адаму и Еви у два позната сачувана текста, односно о „Апокалипси Адама“ која се налази у документима Наг Хамадија и у Адамовом тестаменту. Стварање Адама као Протоантропа, првобитног човека, је централни концепт ових списа.
Друга гностичка традиција је сматрала да су Адам и Ева створени да помогну у победи Сатане. Змију, уместо да се идентификује са Сатаном, Офити виде као хероја. Ипак, други гностици су веровали да је Сатанин пад, међутим, дошао након стварања човечанства. Као у исламској традицији, ова прича каже да је Сатана одбио да се поклони Адаму због поноса. Сатана је рекао да је Адам био инфериорнији од њега јер је направљен од ватре, док је Адам направљен од глине. Ово одбијање довело је до пада Сатане забележеног у делима као што је Књига Енохова.
У мандеизму, "(Бог) је створио све светове, формирао душу својом снагом и поставио је помоћу анђела у људско тело. Тако је створио Адама и Еву, првог човека и жену."

### Ислам
У исламу, на Адама (Адам; арапски: ادم), чија је улога оца човечанства, муслимани гледају са поштовањем. Ева (Хаваʼ; арапски: حواء ) је „мајка човечанства“. Стварање Адама и Еве се помиње у Курану, иако различити тумачи Курана дају различите погледе на стварну причу о стварању (Кур'ан, Сурат ал-Нисаʼ, 1. стих).
У ал-Кумијевом тефсиру о Рајском врту, такво место није било сасвим земаљско. Према Курану, и Адам и Ева су јели забрањено воће у небеском рају. Као резултат тога, обојица су послани на Земљу као Божји представници. Свака особа је послата на планински врх: Адам на ал-Сафу, а Ева на ал-Марвах. У овој исламској традицији, Адам је плакао 40 дана док се није покајао, након чега је Бог спустио Црни камен, учећи га хаџу. Према пророчком хадису, Адам и Ева су се поново ујединили у равници Арафат, близу Меке. Заједно су имали два сина, Кабила и Хабила. Постоји и легенда о млађем сину, по имену Роцаил, који је створио палату и гробницу са аутономним статуама које су живеле животе људи тако реално да су их погрешно сматрали да имају душе.
Концепт „првобитног греха“ не постоји у исламу јер су, према исламу, Адам и Ева опроштени од Бога. Када је Бог наредио анђелима да се поклоне Адаму, Иблис је упитао: "Зашто да се поклоним човеку? Ја сам направљен од чисте ватре, а он од земље." Либерални покрети унутар ислама су гледали на Божије наређење анђелима да се клањају Адаму као узвишење човечанства и као средство подршке људским правима; други то виде као чин показивања Адаму да ће највећи људски непријатељ на земљи бити њихов его.
У свахили литератури, Ева је јела са забрањеног дрвета, што је изазвало њено протеривање, након што ју је искушао Иблис. Тада Адам јуначки једе забрањено воће да би следио Еву и заштитио је на земљи.

## Родослов
|        |        |        |        |        |        |  |  |           |           |           |           |           |           |  |  | Адам  | Адам  | Адам  | Адам  | Адам  | Адам  |      |      | Ева   | Ева   | Ева   | Ева   | Ева   | Ева   |  |  |           |           |           |           |           |           |  |  |       |       |       |       |       |       |  |  |  |  |  |  |  |  |  |  |  |  |  |  |  |  |  |  |  |  |  |  |  |  |
|        |        |        |        |        |        |  |  |           |           |           |           |           |           |  |  | Адам  | Адам  | Адам  | Адам  | Адам  | Адам  |      |      | Ева   | Ева   | Ева   | Ева   | Ева   | Ева   |  |  |           |           |           |           |           |           |  |  |       |       |       |       |       |       |  |  |  |  |  |  |  |  |  |  |  |  |  |  |  |  |  |  |  |  |  |  |  |  |
|        |        |        |        |        |        |  |  |           |           |           |           |           |           |  |  |       |       |       |       |       |       |      |      |       |       |       |       |       |       |  |  |           |           |           |           |           |           |  |  |       |       |       |       |       |       |  |  |  |  |  |  |  |  |  |  |  |  |  |  |  |  |  |  |  |  |  |  |  |  |
|        |        |        |        |        |        |  |  |           |           |           |           |           |           |  |  |       |       |       |       |       |       |      |      |       |       |       |       |       |       |  |  |           |           |           |           |           |           |  |  |       |       |       |       |       |       |  |  |  |  |  |  |  |  |  |  |  |  |  |  |  |  |  |  |  |  |  |  |  |  |
|        |        |        |        |        |        |  |  | Каин      | Каин      | Каин      | Каин      | Каин      | Каин      |  |  |       |       |       |       | Авељ  | Авељ  | Авељ | Авељ | Авељ  | Авељ  |       |       |       |       |  |  | Сит       | Сит       | Сит       | Сит       | Сит       | Сит       |  |  |       |       |       |       |       |       |  |  |  |  |  |  |  |  |  |  |  |  |  |  |  |  |  |  |  |  |  |  |  |  |
|        |        |        |        |        |        |  |  | Каин      | Каин      | Каин      | Каин      | Каин      | Каин      |  |  |       |       |       |       | Авељ  | Авељ  | Авељ | Авељ | Авељ  | Авељ  |       |       |       |       |  |  | Сит       | Сит       | Сит       | Сит       | Сит       | Сит       |  |  |       |       |       |       |       |       |  |  |  |  |  |  |  |  |  |  |  |  |  |  |  |  |  |  |  |  |  |  |  |  |
|        |        |        |        |        |        |  |  | Енох      | Енох      | Енох      | Енох      | Енох      | Енох      |  |  |       |       |       |       |       |       |      |      |       |       |       |       |       |       |  |  | Енос      | Енос      | Енос      | Енос      | Енос      | Енос      |  |  |       |       |       |       |       |       |  |  |  |  |  |  |  |  |  |  |  |  |  |  |  |  |  |  |  |  |  |  |  |  |
|        |        |        |        |        |        |  |  | Енох      | Енох      | Енох      | Енох      | Енох      | Енох      |  |  |       |       |       |       |       |       |      |      |       |       |       |       |       |       |  |  | Енос      | Енос      | Енос      | Енос      | Енос      | Енос      |  |  |       |       |       |       |       |       |  |  |  |  |  |  |  |  |  |  |  |  |  |  |  |  |  |  |  |  |  |  |  |  |
|        |        |        |        |        |        |  |  | Гаидад    | Гаидад    | Гаидад    | Гаидад    | Гаидад    | Гаидад    |  |  |       |       |       |       |       |       |      |      |       |       |       |       |       |       |  |  | Кајинан   | Кајинан   | Кајинан   | Кајинан   | Кајинан   | Кајинан   |  |  |       |       |       |       |       |       |  |  |  |  |  |  |  |  |  |  |  |  |  |  |  |  |  |  |  |  |  |  |  |  |
|        |        |        |        |        |        |  |  | Гаидад    | Гаидад    | Гаидад    | Гаидад    | Гаидад    | Гаидад    |  |  |       |       |       |       |       |       |      |      |       |       |       |       |       |       |  |  | Кајинан   | Кајинан   | Кајинан   | Кајинан   | Кајинан   | Кајинан   |  |  |       |       |       |       |       |       |  |  |  |  |  |  |  |  |  |  |  |  |  |  |  |  |  |  |  |  |  |  |  |  |
|        |        |        |        |        |        |  |  | Малелеило | Малелеило | Малелеило | Малелеило | Малелеило | Малелеило |  |  |       |       |       |       |       |       |      |      |       |       |       |       |       |       |  |  | Малелеило | Малелеило | Малелеило | Малелеило | Малелеило | Малелеило |  |  |       |       |       |       |       |       |  |  |  |  |  |  |  |  |  |  |  |  |  |  |  |  |  |  |  |  |  |  |  |  |
|        |        |        |        |        |        |  |  | Малелеило | Малелеило | Малелеило | Малелеило | Малелеило | Малелеило |  |  |       |       |       |       |       |       |      |      |       |       |       |       |       |       |  |  | Малелеило | Малелеило | Малелеило | Малелеило | Малелеило | Малелеило |  |  |       |       |       |       |       |       |  |  |  |  |  |  |  |  |  |  |  |  |  |  |  |  |  |  |  |  |  |  |  |  |
|        |        |        |        |        |        |  |  | Матусал   | Матусал   | Матусал   | Матусал   | Матусал   | Матусал   |  |  |       |       |       |       |       |       |      |      |       |       |       |       |       |       |  |  | Јаред     | Јаред     | Јаред     | Јаред     | Јаред     | Јаред     |  |  |       |       |       |       |       |       |  |  |  |  |  |  |  |  |  |  |  |  |  |  |  |  |  |  |  |  |  |  |  |  |
|        |        |        |        |        |        |  |  | Матусал   | Матусал   | Матусал   | Матусал   | Матусал   | Матусал   |  |  |       |       |       |       |       |       |      |      |       |       |       |       |       |       |  |  | Јаред     | Јаред     | Јаред     | Јаред     | Јаред     | Јаред     |  |  |       |       |       |       |       |       |  |  |  |  |  |  |  |  |  |  |  |  |  |  |  |  |  |  |  |  |  |  |  |  |
| Ада    | Ада    | Ада    | Ада    | Ада    | Ада    |  |  | Ламех     | Ламех     | Ламех     | Ламех     | Ламех     | Ламех     |  |  |       |       |       |       | Села  | Села  | Села | Села | Села  | Села  |       |       |       |       |  |  | Енох      | Енох      | Енох      | Енох      | Енох      | Енох      |  |  |       |       |       |       |       |       |  |  |  |  |  |  |  |  |  |  |  |  |  |  |  |  |  |  |  |  |  |  |  |  |
| Ада    | Ада    | Ада    | Ада    | Ада    | Ада    |  |  | Ламех     | Ламех     | Ламех     | Ламех     | Ламех     | Ламех     |  |  |       |       |       |       | Села  | Села  | Села | Села | Села  | Села  |       |       |       |       |  |  | Енох      | Енох      | Енох      | Енох      | Енох      | Енох      |  |  |       |       |       |       |       |       |  |  |  |  |  |  |  |  |  |  |  |  |  |  |  |  |  |  |  |  |  |  |  |  |
|        |        |        |        |        |        |  |  |           |           |           |           |           |           |  |  |       |       |       |       |       |       |      |      |       |       |       |       |       |       |  |  |           |           |           |           |           |           |  |  |       |       |       |       |       |       |  |  |  |  |  |  |  |  |  |  |  |  |  |  |  |  |  |  |  |  |  |  |  |  |
|        |        |        |        |        |        |  |  |           |           |           |           |           |           |  |  |       |       |       |       |       |       |      |      |       |       |       |       |       |       |  |  |           |           |           |           |           |           |  |  |       |       |       |       |       |       |  |  |  |  |  |  |  |  |  |  |  |  |  |  |  |  |  |  |  |  |  |  |  |  |
| Јовило | Јовило | Јовило | Јовило | Јовило | Јовило |  |  | Јувал     | Јувал     | Јувал     | Јувал     | Јувал     | Јувал     |  |  | Товел | Товел | Товел | Товел | Товел | Товел |      |      | Ноема | Ноема | Ноема | Ноема | Ноема | Ноема |  |  | Матусал   | Матусал   | Матусал   | Матусал   | Матусал   | Матусал   |  |  |       |       |       |       |       |       |  |  |  |  |  |  |  |  |  |  |  |  |  |  |  |  |  |  |  |  |  |  |  |  |
| Јовило | Јовило | Јовило | Јовило | Јовило | Јовило |  |  | Јувал     | Јувал     | Јувал     | Јувал     | Јувал     | Јувал     |  |  | Товел | Товел | Товел | Товел | Товел | Товел |      |      | Ноема | Ноема | Ноема | Ноема | Ноема | Ноема |  |  | Матусал   | Матусал   | Матусал   | Матусал   | Матусал   | Матусал   |  |  |       |       |       |       |       |       |  |  |  |  |  |  |  |  |  |  |  |  |  |  |  |  |  |  |  |  |  |  |  |  |
|        |        |        |        |        |        |  |  |           |           |           |           |           |           |  |  |       |       |       |       |       |       |      |      |       |       |       |       |       |       |  |  | Ламех     |           |           |           |           |           |  |  |       |       |       |       |       |       |  |  |  |  |  |  |  |  |  |  |  |  |  |  |  |  |  |  |  |  |  |  |  |  |
|        |        |        |        |        |        |  |  |           |           |           |           |           |           |  |  |       |       |       |       |       |       |      |      |       |       |       |       |       |       |  |  |           |           |           |           |           |           |  |  |       |       |       |       |       |       |  |  |  |  |  |  |  |  |  |  |  |  |  |  |  |  |  |  |  |  |  |  |  |  |
|        |        |        |        |        |        |  |  |           |           |           |           |           |           |  |  |       |       |       |       |       |       |      |      |       |       |       |       |       |       |  |  | Ноје      |           |           |           |           |           |  |  |       |       |       |       |       |       |  |  |  |  |  |  |  |  |  |  |  |  |  |  |  |  |  |  |  |  |  |  |  |  |
|        |        |        |        |        |        |  |  |           |           |           |           |           |           |  |  |       |       |       |       |       |       |      |      |       |       |       |       |       |       |  |  |           |           |           |           |           |           |  |  |       |       |       |       |       |       |  |  |  |  |  |  |  |  |  |  |  |  |  |  |  |  |  |  |  |  |  |  |  |  |
|        |        |        |        |        |        |  |  |           |           |           |           |           |           |  |  |       |       |       |       |       |       |      |      |       |       |       |       |       |       |  |  |           |           |           |           |           |           |  |  |       |       |       |       |       |       |  |  |  |  |  |  |  |  |  |  |  |  |  |  |  |  |  |  |  |  |  |  |  |  |
|        |        |        |        |        |        |  |  |           |           |           |           |           |           |  |  |       |       |       |       |       |       |      |      | Сим   | Сим   | Сим   | Сим   | Сим   | Сим   |  |  | Хам       | Хам       | Хам       | Хам       | Хам       | Хам       |  |  | Јафет | Јафет | Јафет | Јафет | Јафет | Јафет |  |  |  |  |  |  |  |  |  |  |  |  |  |  |  |  |  |  |  |  |  |  |  |  |

## Галерија
- Ранохришћанска депикција Адама и Еве у катакомбама.
- Детаљ на стаклу, 12. век, катедрала Сен Жулијен, Француска.
- Депикција пада човека, Хамбург, 1375-1383.
- Адам и Ева, Албрехт Дирер, 1507.
- Адам и Ева у рају (Пад), Ева даје Адаму забрањено воће, Лукас Кранах старији, 1533.
- Адам и Ева из копије Фалнаме (Књиге предзнака) која се приписује Џафару ал-Садику, в. 1550, династија Сафавида, Иран
- Адам и Ева од Тицијана, в. 1550. године
- Адам и Ева од Мартена ван Хемскерка, 1550.
- Адам и Ева отерани из раја, Џејмс Тисо, в. 1896-1902.
- Адам и Ева приказани на муралу у цркви Абреха ва Атсбеха, Етиопија.
- Илустрација из 1896. на којој Ева предаје Адаму забрањено воће.
- Адам и Ева Франка Јуџина, снимљена 1898, објављена у Цамера Ворк бр. 30, 1910.
- Жена, мушкарац и змија, Бајам Шо, 1911.
- Адам и Ева од Франца Штука, 1920.